# 2004 en Europe
Chronologie de l’Europe
- 2000
- 2001
- 2002
- 2003
- 2004
- 2005
- 2006
- 2007
- 2008

Les évènements par pays sont traités dans 2004 par pays en Europe
2002 par pays en Europe - 2003 par pays en Europe - 2004 par pays en Europe - 2005 par pays en Europe - 2006 par pays en Europe

## Relations internationales
- 1er mai 2004 : entrée de 10 nouveaux membres dans l'Union européenne : Estonie, Lettonie, Lituanie, Pologne, République tchèque, Slovaquie, Hongrie, Slovénie, Malte et Chypre, portant à 25 le nombre de ses membres.

## Politique

### Élections
- Réélection de Ólafur Ragnar Grímsson, président de la république d'Islande

### Traités
- Entrée de 7 nouveaux pays dans l’OTAN : Estonie, Lettonie, Lituanie, Bulgarie, Roumanie, Slovaquie et Slovénie le 29 mars 2004

## Terrorisme
- Attentats de Madrid du 11 mars 2004

## Culture
- Lille désignée (avec Gênes) Capitale européenne de la culture en 2004.

### Cinéma
- Visions of Europe, 25 courts métrages sur l'Europe sur une idée de Lars von Trier

## Démographie
- La population totale de l'Europe est estimée à 815 millions d'habitants, dont la majorité vit dans l'Union Européenne[1].

## Environnement
- Entrée en vigueur de l'European Landscape Convention

## Sport
- Le Championnat d'Europe de football 2004 se déroule au Portugal.